# Iraty SC
Der Iraty Sport Club ist ein Sportverein aus Irati, im brasilianischen Bundesstaat Paraná.

## Geschichte
Der Iraty wurde am 21. April 1914 von einer Gruppe von Sportlern unter der Leitung von Antônio Xavier da Silveira gegründet und ist einer der ältesten Vereine in Paraná. Im selben Jahr bestritt er sein erstes Spiel beim 3:0-Sieg gegen CA Imbituvense. Sein Debüt in einer der Ausgaben der Staatsmeisterschaft von Paraná gab der Klub in der Staatsmeisterschaft 1932. Zu der Zeit gab es noch mehrere Landesverbände in dem Bundesstaat. Iraty trat in der Liga Regional Linha Sul gegen fünf weitere Wettbewerber an. Das erste Spiel fand am 5. März 1933 statt. Iraty empfing den Operário Ferroviário EC, die Partie endete 2:2. Nachdem man das Rückspiel mit 1:3 verloren hatte, schied er Klub bereits aus. In der Folgezeit nahm Iraty unregelmäßig an der Staatsmeisterschaft teil. Erst seit 1992 nimmt der Klub fast ununterbrochen teil. In der Saison trat man in der Segunda Divisão, deren zweiten Liga, an. Im Folgejahr gewann der Klub diese und kehrte für 1994 wieder in die oberste Spielklasse der Staatsmeisterschaft zurück, in welcher man zuletzt 1964 antrat. Bis 2019 spielte der Klub in einer der beiden Ligen. In der Zeit gelang dem Klub 2002 der Gewinn der Staatsmeisterschaft. Über gute Platzierungen in der Staatsmeisterschaften gelangen Iraty weitere Besonderheiten. 2003 nahm man erstmals am Copa do Brasil, dem nationalen Pokal, teil. Im Copa do Brasil 2003 trat Iraty in der ersten Runde gegen den Vila Nova FC an. Der Klub unterlag mit 0:3, so dass es zu den damaligen Regeln zu keinem Rückspiel mehr kam und Iraty ausschied. Auch die Beteiligung an der Série C, der dritten nationalen Liga, erreichte man. In der Ausgabe 2001 debütierte Iraty in der Gruppe J. Am 9. September gab es beim EC São José im ersten Spiel eine 2:1–Niederlage. Mit fünf Siegen, vier Unentschieden und drei Niederlagen bei 21:18 Toren erreichte man den dritten Platz und schied aus. Im Gesamtklassement reichte es für den 24. Platz.
2012 meldete der Klub aufgrund finanzieller Probleme keine Mannschaft zur Staatsmeisterschaft an. Eine Rückkehr erfolgte 2016, die finanziellen Schwierigkeiten hielten aber an. Nachdem der Klub Teile des Estádio Coronel Emílio Gomes versteigerte, griff die Stadtverwaltung ein und untersagte, dieses mit der Begründung, dass das Grundstück im Eigentum der Stadt läge. Die Schulden zum Jahresende 2019 betrugen ca. elf Millionen Real.
Am 11. Dezember 2020 unterzeichnete der Generalpräsident des Vereins, Odair Sérgio, einen Vertrag mit der von ehemaligen Spielern des Vereins gegründeten Firma Soccer Academy G4, um die Sportabteilung des Vereins zu übernehmen. Hauptsächlich wurde zunächst in das Trainingscenter und die Nachwuchsarbeit investiert. Seit 2022 tritt der Klub in der Terceira Divisão, der dritten Liga, an.

## Teilnahme an Fußballwettbewerben
| Wettbewerb                           | Teilnahmen                                                              |
| ------------------------------------ | ----------------------------------------------------------------------- |
| Copa do Brasil                       | 03× – 2003, 2006, 2011                                                  |
| Série C                              | 05× – 2001–2005                                                         |
| Série D                              | 01× – 2010                                                              |
| Staatsmeisterschaft                  | 25× – 1932, 1935, 1937–1938, 1960–1964, 1994–1995, 1997–1999, 2001–2012 |
| Staatsmeisterschaft Segunda Divisão  | 07× – 1992–1993, 2000, 2017–2019, 2021                                  |
| Staatsmeisterschaft Terceira Divisão | 05× –2016, 2022–                                                        |
| Staatspokal                          | 03× – 2007–2008, 2017                                                   |

## Erfolge
- Staatsmeisterschaft von Paraná: 2002
- Staatsmeisterschaft von Paraná – Segunda Divisão: 1993